# Chrysonema aurum
Chrysonema aurum är en rundmaskart. Chrysonema aurum ingår i släktet Chrysonema och familjen Dorylaimidae. Inga underarter finns listade i Catalogue of Life.